# Lechówek
Lechówek is een plaats in het Poolse district  Kielecki, woiwodschap Święty Krzyż. De plaats maakt deel uit van de gemeente Łagów en telt 389 inwoners.